# Éclipse solaire du 15 décembre 2039
Une éclipse solaire totale aura lieu le 15 décembre 2039.

## Parcours

Carte animée de l'éclipse.

Cette éclipse totale commencera dans l'océan Pacifique austral, un peu plus à l'est que les latitudes de la Nouvelle-Zélande, puis ira vers le sud pour toucher le continent Antarctique par la mer de Ross. Elle aura son maximum peu après. Elle traversera la partie orientale de ce continent pour en sortir par la barrière d'Amery. Puis elle finira dans l'océan Indien, pas loin des côtes antarctiques.